# サウススレーブ地域
サウススレーブ地域（英語：South Slave Region）は、ノースウエスト準州の地方行政区の1つ。ノースウエスト準州の南東部にあり、7つのコミュニティーから成る。行政区役所はフォートスミスとヘイリバーにおかれている。エンタープライズとヘイリバーを除き、サウススレーブ地域のコミュニティーは主にファースト・ネーションで占められている。

## コミュニティー
サウススレーブ地域のコミュニティーは町が2つ、ハムレットが2つ、コミュニティー評議会（Community Council）が1つ、ファースト・ネーション指定自治体（First Nation - Designated Authority）が1つ、ファーストネーション居留地（First nation reserve）が1つある。
| コミュニティー名         | ローマ字表記      | 先住民呼称と意訳          | 行政形態                                                    | 人口（2021年） | 2016年からの増減率 | 位置                                                                |
| エンタープライズ         | Enterprise        |                           | ハムレット                                                  | 85人           | -19.8%             | 北緯60度33分24秒 西経116度08分34秒 / 北緯60.55667度 西経116.14278度 |
| フォートプロビデンス     | Fort Providence   | Zhahti Koe; 宣教の館      | ハムレット                                                  | 653人          | -6.0%              | 北緯61度21分17秒 西経117度39分36秒 / 北緯61.35472度 西経117.66000度 |
| フォートレゾリューション | Fort Resolution   | Deninoo Kue; ムースの島   | コミュニティー評議会 (Deninoo)                              | 489人          | 4.0%               | 北緯61度10分18秒 西経113度40分18秒 / 北緯61.17167度 西経113.67167度 |
| フォートスミス           | Fort Smith        | Thebacha; 急流のほとり    | 町                                                          | 2,418人        | -4.9%              | 北緯60度00分19秒 西経111度53分26秒 / 北緯60.00528度 西経111.89056度 |
| ヘイリバー居留地         | Hay River Reserve | Xátå'odehchee; 干し草の川 | ファースト・ネーション居留地（K'atlodeechee First Nation）  | 249人          | -19.4%             | 北緯60度50分01秒 西経115度45分57秒 / 北緯60.83361度 西経115.76583度 |
| ヘイリバー               | Hay River         | Xátå'odehchee; 干し草の川 | 町                                                          | 3,187人        | -9.7%              | 北緯60度49分59秒 西経115度46分40秒 / 北緯60.83306度 西経115.77778度 |
| カキサ                   | Kakisa            | K’agee; 柳の間            | ファースト・ネーション指定自治体 (Ka'a'gee Tu First Nation) | 39人           | 8.3%               | 北緯60度56分24秒 西経117度24分51秒 / 北緯60.94000度 西経117.41417度 |